# Manuel Izquierdo
Manuel Izquierdo fue un ciclista español, profesional entre 1932 y 1944. Sus principales éxitos serían un séptimo y un octavo lugar a la clasificación final de la Volta a Cataluña de 1936 y a la del 1944, respectivamente.

## Palmarés
- 1941
  - 1º en la Subida a Santo Domingo

### Resultados a la Vuelta en España
- 1941. 10º de la clasificación general.